# Hermann Föttinger

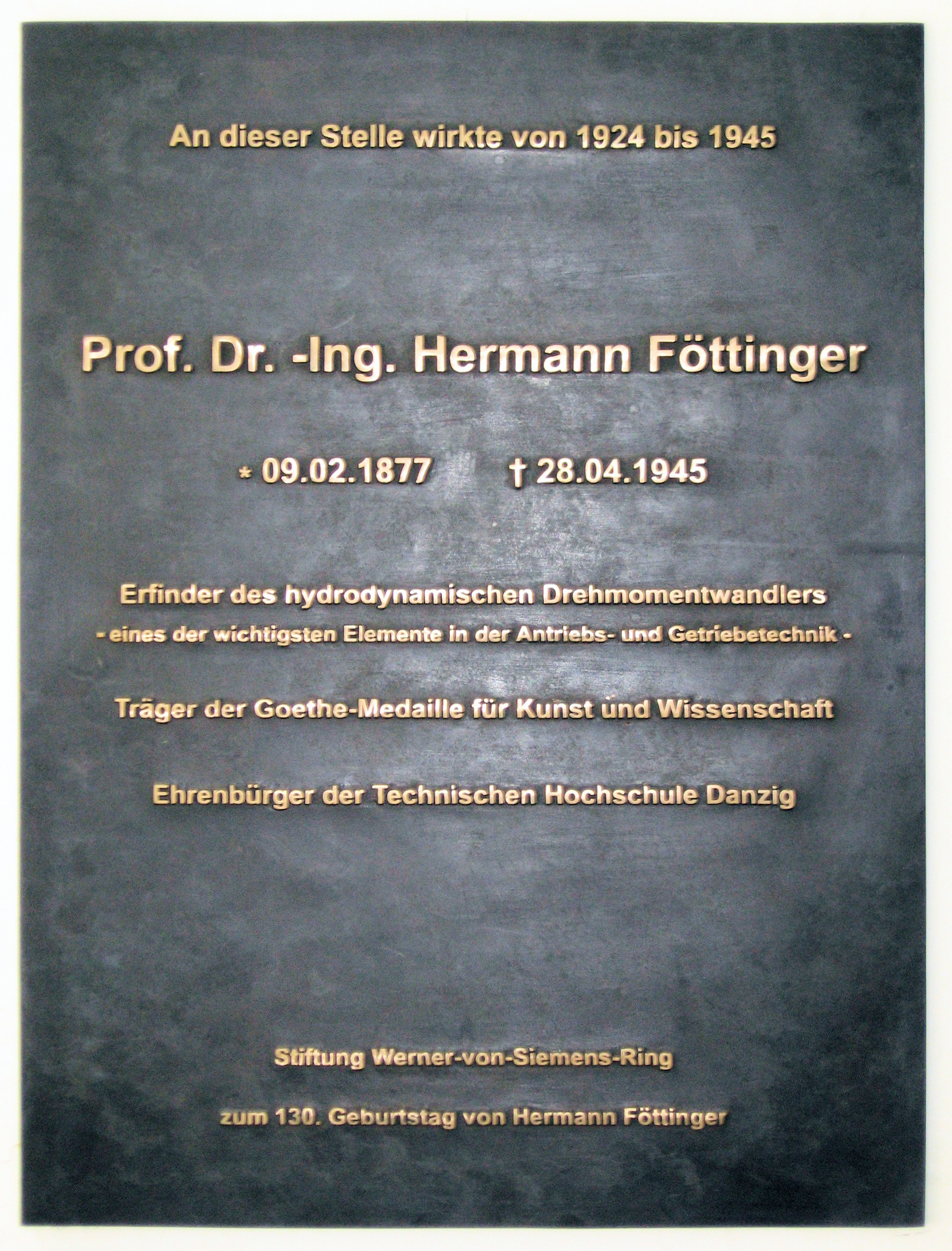
Pamětní deska na domě č. 125 v ulici 17. Juni v Berlíně-Charlottenburgu

Hermann Föttinger (* 9. února 1877 v Norimberku; † 28. dubna 1945 v Berlíně) byl německý elektroinženýr, vynálezce a vysokoškolský učitel.

## Život a dílo
Hermann Föttinger studoval v letech 1895 – 1899 elektrotechniku na Technické vysoké škole v Mnichově. Roku 1904 získal doktorský titul poté, co obhájil svoji disertační práci na téma Efektivní výkon stroje a efektivní kroutící moment a jejich experimentální sladění se zvláštním zřetelem na velké lodní stroje. Poté pracoval jako vedoucí konstruktér v loděnici AG Vulcan Stettin. Jeho úkolem bylo zkoušení a zavádění nových parních turbín. Do tohoto období spadají jeho vynálezy hydrodynamické spojky a hydrodynamického měniče (momentu). V roce 1909 byl povolán na Technickou vysokou školu v Danzigu (dnes Gdaňsk), kde založil ústav mechaniky tekutin. V roce 1924 byl povolán na katedru mechaniky tekutin a turbín na Technické univerzitě v Berlíně – Charlottenburgu. Zde pracoval až do své smrti po zásahu střepinou granátu v dubnu 1945. Byl pohřben na hřbitově v berlínské čtvrti Wilmersdorfu.
Föttinger převedl teorii mechaniky tekutin, jejíž základy položil Leonhard Euler a v jehož díle pokračovali William John Macquorn Rankine a Hermann von Helmholtz, až k praktickému využití v pohonech. Spolupracoval s Franzem Kruckenbergem a jeho Flugbahn-Gesellschaft mbH na využití hydrodynamického přenosu výkonu na železnici. Kruckenberg ve spolupráci s Föttingerem přestavěl svůj Kolejový zepelín na motorový vůz s hydrodynamickým přenosem výkonu. Jednalo se o první využití hydrodynamické převodovky u kolejového vozidla. Jejich spolupráce pokračovala i při konstrukci motorové jednotky SVT 137 155. Föttinger za svůj život získal přes 100 patentů.